# St. Pancras Renaissance London Hotel
El St. Pancras Renaissance London Hotel es un hotel situado en Londres, Reino Unido, que forma la fachada principal de la estación de Saint Pancras. Fue inaugurado en 2011 y ocupa una gran parte del antiguo Midland Grand Hotel diseñado por George Gilbert Scott, que abrió sus puertas en 1873 y cerró en 1935. El edificio en su conjunto es conocido como St. Pancras Chambers y entre 1935 y los años ochenta se usó como oficinas del ferrocarril. Su torre del reloj tiene una altura de 82 metros, y más de la mitad de su altura es utilizable. Entre 2005 y 2011, la Manhattan Loft Corporation transformó las plantas más altas del edificio original en apartamentos.

## Historia

### Midland Grand Hotel

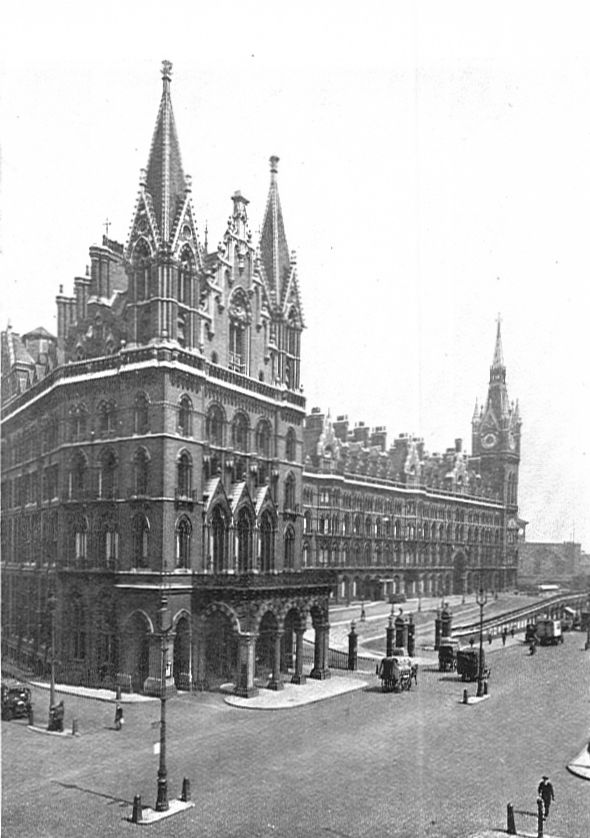
El hotel en 1928.

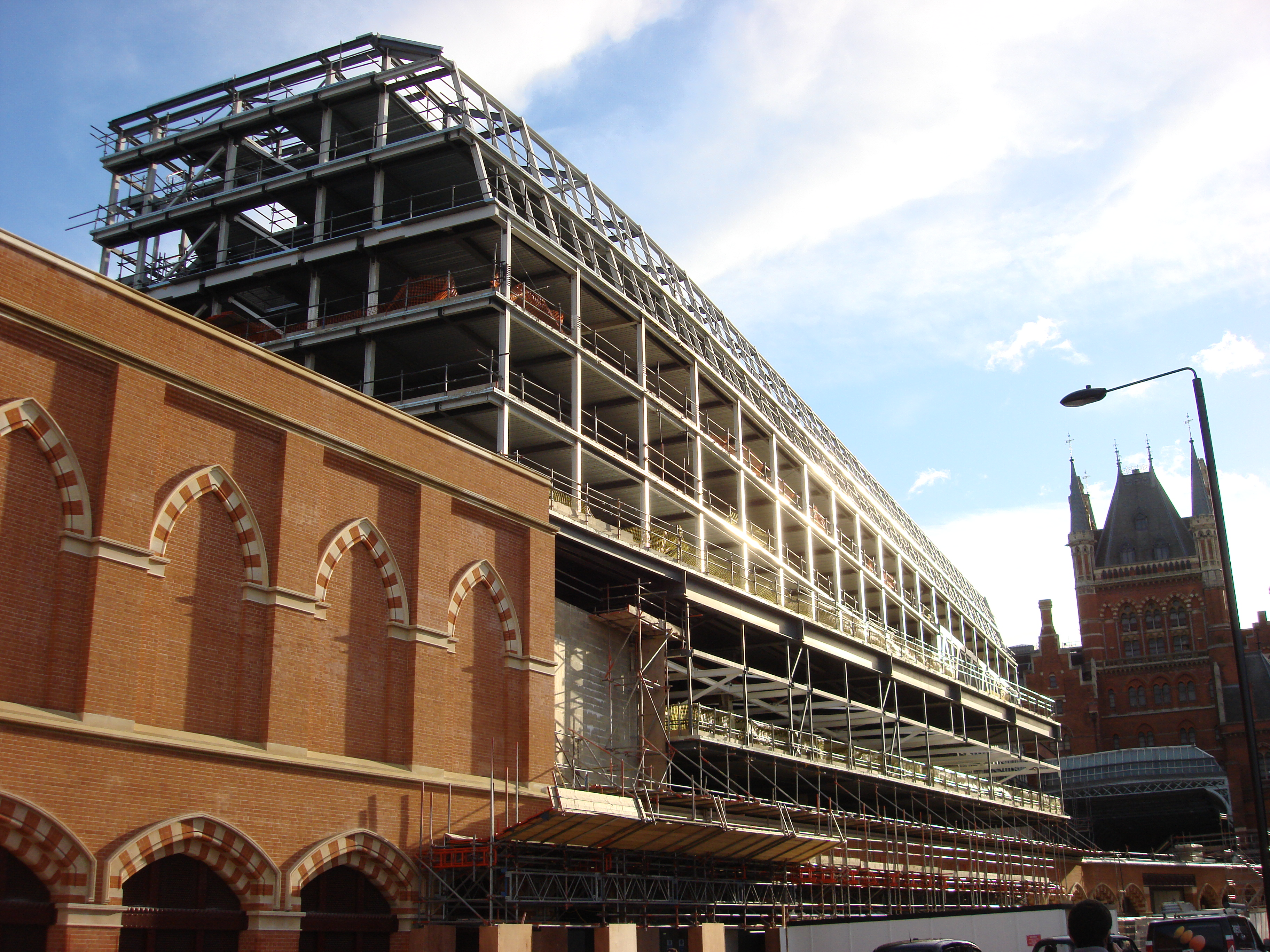
La nueva ala de habitaciones en construcción.

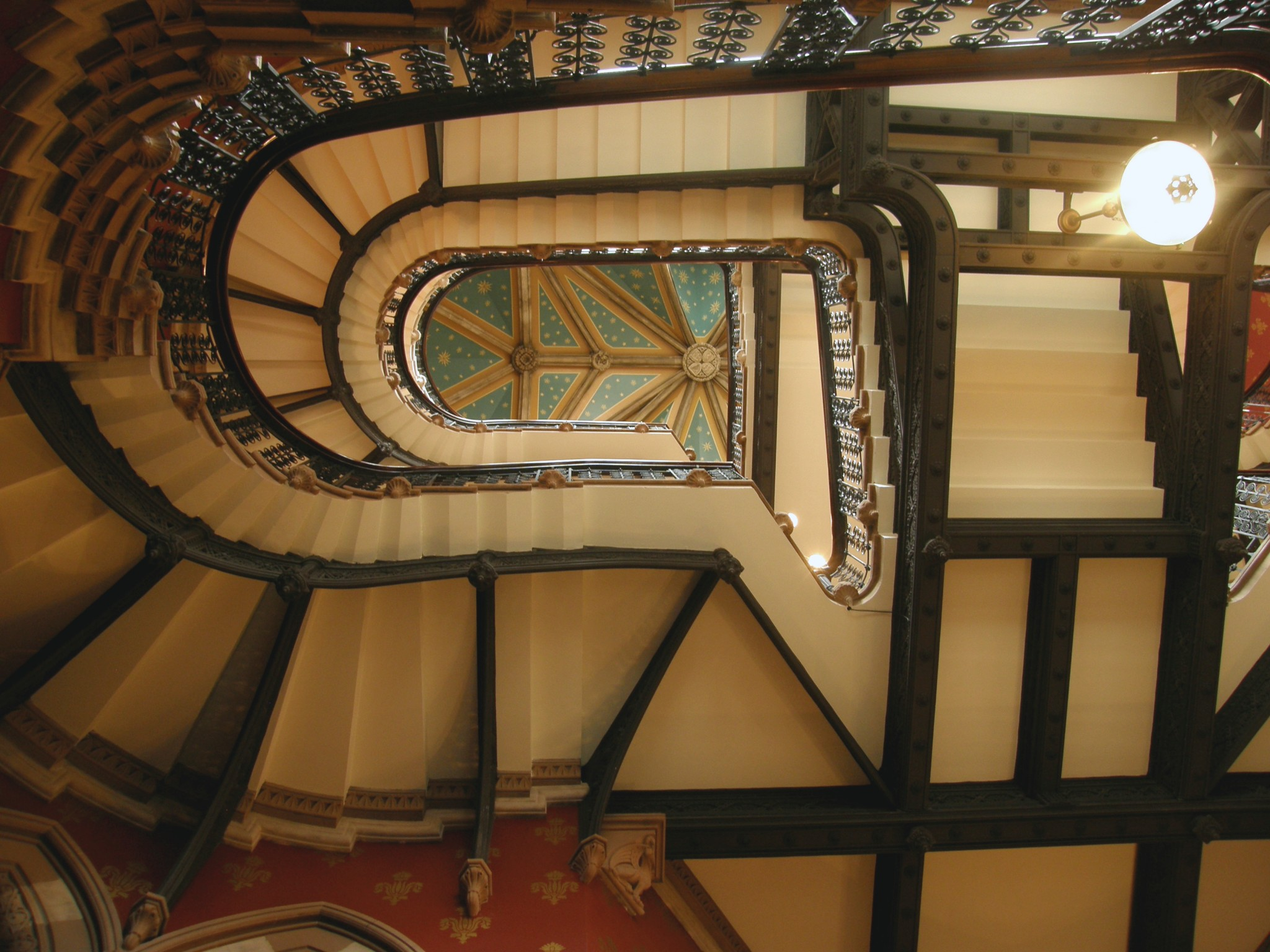
La gran escalera de George Gilbert Scott en el St. Pancras Renaissance Hotel.

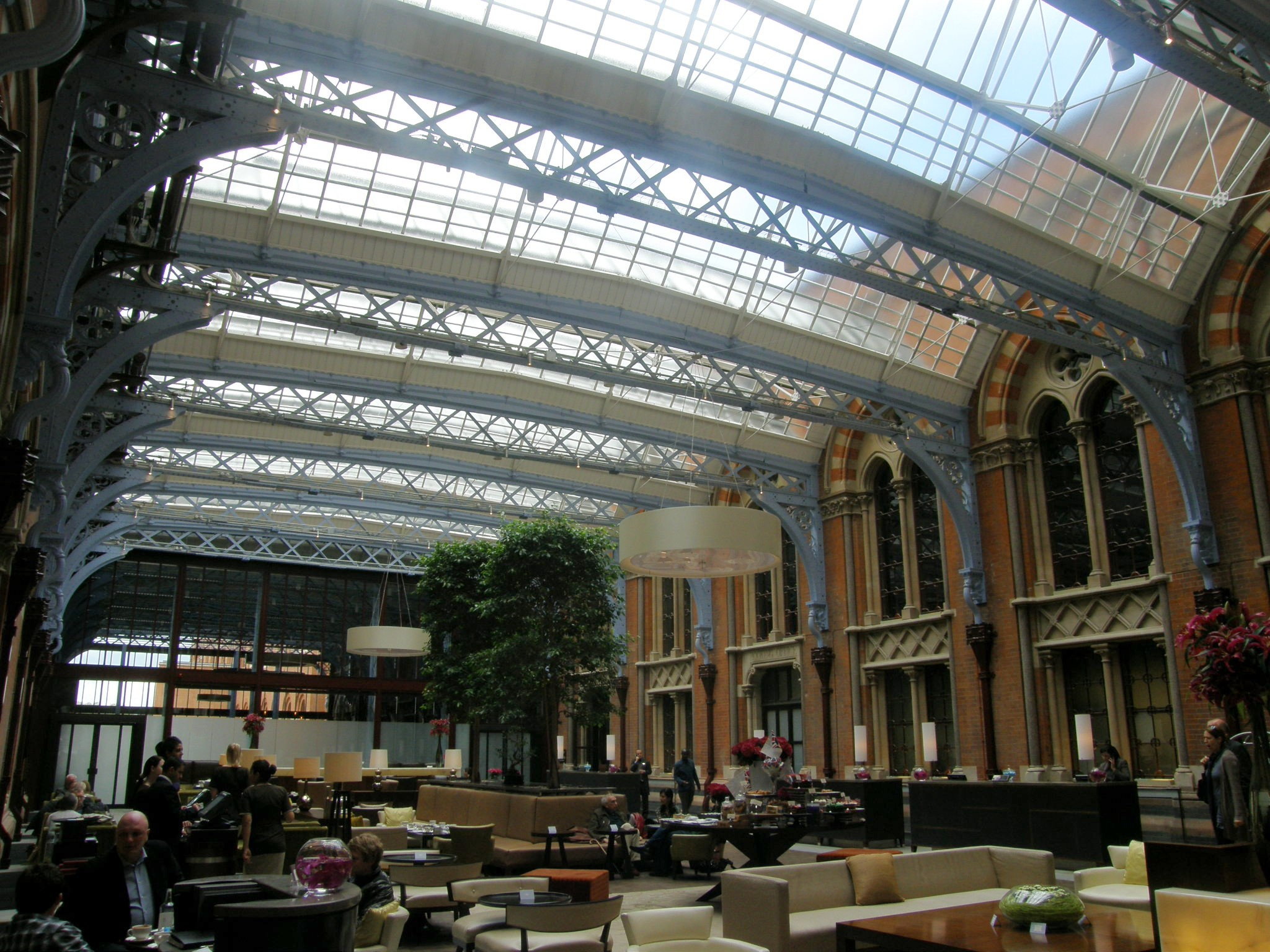
El atrio del St. Pancras Renaissance Hotel, la antigua entrada de los taxis a la estación de Saint Pancras.

En 1865, la Midland Railway Company convocó una competición para el diseño de un hotel de ciento cincuenta camas que se construiría junto a su estación de ferrocarril, Saint Pancras, que todavía estaba en construcción en la época. Se presentaron once diseños, incluido uno de George Gilbert Scott, que, con trescientas habitaciones, era mucho más grande y más caro que las especificaciones originales. Pese a esto, a la empresa le gustó el proyecto y empezó su construcción. El diseño de Scott era de un hotel con cinco plantas por debajo del nivel de la cubierta, pero finalmente solo se construyeron cuatro para ahorrar costes, pese a que la Midland Railway reprodujo con frecuencia el diseño original de Scott en su material publicitario, que mostraba al hotel con una quinta planta que no existía en realidad.
El ala este abrió sus puertas el 5 de mayo de 1873, y la Midland Railway designó a Herr Etzensberger (antiguamente del Victoria Hotel de Venecia) como gerente. El hotel se completó en la primavera de 1876. El hotel era caro, y tenía elementos costosos como una grandiosa escalera, habitaciones con paredes de pan de oro y una chimenea en cada habitación. Tenía muchos elementos innovadores como ascensores hidráulicos, plantas de hormigón, puertas giratorias y suelos ignífugos, aunque ninguna de las habitaciones tenía baños, como era costumbre en la época. La London, Midland and Scottish Railway tomó posesión del hotel en 1922 antes de que cerrara en 1935, momento en el que sus instalaciones estaban anticuadas y eran demasiado costosas de mantener.

### Uso como oficinas y conservación
Tras cerrar como hotel, el edificio se renombró St. Pancras Chambers y se usó como oficinas del ferrocarril, y posteriormente de British Rail. British Rail había previsto demolerlo, pero se lo impidió una campaña de alto perfil dirigida por Jane Hughes Fawcett y sus colegas de la Victorian Society, una organización de conservación histórica fundada en parte para conservar los ferrocarriles y otros edificios victorianos. Los oficiales apodaron a Jane Fawcett la «furiosa señora Fawcett» por sus incesantes esfuerzos, y en 1967 el hotel y la estación de Saint Pancras fueron catalogados como monumento clasificado de grado I.
El edificio continuó siendo usado como oficinas hasta la década de 1980, cuando dejó de cumplir las regulaciones de seguridad contra incendios y fue cerrado. El exterior fue restaurado y reforzado estructuralmente en la década de 1990 con un coste de diez millones de libras.

### Reapertura como hotel y apartamentos
En 2004 se concedió la licencia de obras para que el edificio fuera transformado de nuevo en un hotel. Las principales habitaciones públicas de la antigua Midland Grand fueron restauradas, junto con algunas de las habitaciones. El antiguo camino de entrada para los taxis que entraban en la estación de Saint Pancras, que pasaba por debajo de la torre principal del edificio, se convirtió en el vestíbulo del hotel. Para satisfacer las expectativas más modernas de los huéspedes, se construyó una nueva ala de habitaciones en el lado oeste de la estación. El nuevo hotel contiene 244 habitaciones, dos restaurantes, dos bares, un centro de salud, un centro de ocio, un salón de baile y veinte salas de reuniones. Los arquitectos de la renovación fueron Aedas. Al mismo tiempo, las plantas superiores del edificio originan fueron transformadas en 68 apartamentos por la Manhattan Loft Corporation.
El St. Pancras Renaissance Hotel abrió sus puertas el 14 de marzo de 2011 para los huéspedes; sin embargo, la inauguración formal fue el 5 de mayo, exactamente 138 años después de su inauguración original en 1873.

## Apariciones en los medios
El exterior del hotel se usó en la película de 1995 Richard III, protagonizada por Ian McKellen, en la que era el exterior del palacio del rey Eduardo.
La novela de 1988 de Douglas Adams The Long Dark Tea-Time of the Soul usa el abandonado Midland Grand como la alternativa del mundo real al Valhalla de la mitología nórdica. Lo describió como una «enorme y oscura fantasía gótica de un edificio que se encuentra vacío y desolado… su línea de cubierta es un vasto surtido de torretas salvajes, agujas retorcidas y pináculos que parecen pinchar y provocar al cielo nocturno».
En la película de 2005 de Christopher Nolan Batman Begins, la escalera del Manicomio Arkham se grabó en el hotel. La escalera también representó a la Mistlethwaite Manor en la película de 1993 El jardín secreto. Del mismo modo, en 1996, el vídeo musical de Wannabe de las Spice Girls se grabó en la entrada y en la escalera principal del edificio.
En 2003, la serie de televisión Most Haunted Live emitió un evento en directo desde el edificio, siendo el tema «Peligro en St. Pancras».
El hotel también se puede ver en el fondo en Harry Potter y la cámara secreta, donde St. Pancras se usa como King's Cross.